# Sun Caged
Sun Caged is een Nederlandse progressieve metalband opgericht in 1999.

## Bezetting

### Huidige bandleden
- Paul Adrian Villarreal - zanger/gitarist
- Marcel Coenen - gitarist
- Daniel Kohn - bassist
- René Kroon - toetsenist
- Mick Gravéé - drummer (vervangt Roel van Helden)

### Voormalige bandleden
- Dennis Leeflang - drummer
- Rob van der Loo - bassist
- Sascha Burchardt - zanger
- Joost van den Broek - toetsenist
- André Vuurboom - zanger
- Roel Vink - bassist

## Biografie
Sun Caged werd gevormd in de lente van 1999 in Nederland. In eerste instantie was de band enkel bedoeld als studioproject. Toen de band Lemur Voice van gitarist Marcel Coenen in de zomer van het jaar 2000 uiteenviel, besloten de bandleden dat ze een volwaardige band zouden gaan worden. Na enkele demo's die werden uitgebracht tussen 2000 en 2002 tekende de band een platencontract met het Finse label Lion Music en met het Japanse label Avalon/Marquee. Het debuutalbum, simpelweg genaamd Sun Caged, werd gemixt door Arjen Lucassen (Star One/Ayreon) en kwam uit in oktober 2003. Hierna gaf de band vele optredens, waaronder als support voor de Amerikaanse band Queensrÿche en op Sweden Rock Festival.
De band ging vervolgens werken aan de opvolger voor hun debuutalbum, die uitkwam in 2007. Deze cd, Artemisia, kreeg zeer goede kritieken wereldwijd en werd overal goed ontvangen. De cd kenmerkte zich door een lichte verandering van stijl, die vooral te maken had met het feit dat de bezetting van de band was gewijzigd sinds het debuut. Nieuwe zanger Paul Adrian Villarreal, afkomstig uit de VS, liet een commerciëler geluid horen, terwijl de band meer open klonk. Vervolgens gaf de band een reeks optredens, waaronder een minitour door de UK met Seventh Wonder en Awake, een optreden op het bekende BARfest in San Francisco, waar de band speelde met onder meer Liquid Tension Experiment en Enchant en op ProgPower Europe in 2008.
Daarna begon de band met het maken van hun derde album The Lotus Effect, dat uitkwam op 17 juni 2011. Deze cd klinkt een stuk zwaarder dan de voorganger en bevat vele nieuwe elementen, zoals een nummer dat 24 minuten duurt en is opgebouwd uit 7 verschillende delen en een nummer waarin heuse blast-beats zijn verwerkt.
Wie de muziek van Sun Caged probeert te omschrijven zal verschillende elementen ontdekken, invloeden gaan van progressieve metal tot death metal, heavy rock, melodic rock, fusion en jazz, aangevuld met atmosferische golven.
De progressieve mix die Sun Caged brengt zal vele luisteraars op het puntje van hun stoel laten zitten door de diversiteit en kracht die de muziek uitstraalt. De band is verteld dat men invloeden heeft van bands als Ayreon, Meshuggah, Iron Maiden, Kansas, Styx, Faith No More, Liquid Tension Experiment, Dream Theater, Pain Of Salvation en Cynic.

## Discografie
- Sun Caged (2003)
- Artemisia (2007)
- The Lotus Effect (2011)